# Мустафа ибн Махмуд
Мустафа ибн Махмуд (араб. مصطفى باي بن محمد‎; август 1787, Ла-Гулет — 10 октября 1837, там же), — девятый бей Эялета Тунис (1835–1837) из династии Хусейнидов.

## Биография
Мустафа ибн Махмуд родился в августе 1787 года в Ла-Гулете. 
В 1824 году своим братом Аль-Хуссейном II ибн Махмудом он был назначен Бей аль-Махалла (наследником). 20 мая 1835 года стал беем, сменив своего брата, а 15 декабря он был назначен дивизионным генералом Османской армии.
В феврале 1837 года Мустафа-бей по совету своего великого визиря Рашида аль-Шакира провёл перепись всех молодых людей Туниса в возрасте от 10 до 25 лет с целью зачисления их в регулярную армию. Это вызвало недовольство со стороны горожан, так как до этого они были освобождены от призыва. Чтобы сгладить это недовольство, бей попросил шейха Эль-Медины и шейхов двух предместий выбрать 22 человека, но они отказываются собираться в Бардо, утверждая, что собрание должно проходить в мечети аз-Зайтуна, главной мечети Туниса. Собравшиеся там дали понять бею, что призыв является нарушением традиционных привилегий жителей Туниса, и, «что по прибытии турок в страну на жителей были наложены налоги на содержание оккупационных войск, и что доход от недавно увеличенного на 25% налога на предметы потребления и шестнадцатый налог на арендную плату за дома, был достаточен для содержания <...> Кроме того, предлагаемая мера, если они приведётся в исполнение, разрушит их бизнес и развратит нравы их детей, для которых пребывание в бараке соприкасается с порочными привычками. Если бей хотел пробудить у молодежи интерес к воинской службе, то для этого больше подошли бы охота и стрельба по мишеням, которые имели то преимущество, выражавшееся в соответствии религиозному закону». Упорство бея могло спровоцировать восстание.
Однако восстание племён на западе страны вынудило бея похоронить закон. Но бей использовал этот проект, как предлог для избавления от визиря, предложившего перепись, который начал становиться слишком влиятельным и независимым, а также подозревался в желании свергнуть династию. 11 сентября 1837 года визирь был задушен в коридорах Бардо после встречи с верховным консулом Франции. Его заменил 21-летний мамлюк Мустафа Хазнадар, бывший раб греческого происхождения.
Мустафа-бей правил всего два года и умер 10 октября 1837 года. Он был похоронен в мавзолее Турбет эль-Бей, расположенном в медине Туниса.
Следующим беем стал его сын, Ахмад I ибн Мустафа.